# Geopark Owadów-Brzezinki
Geopark Owadów-Brzezinki – park edukacyjny zlokalizowany w Owadowie w województwie łódzkim, w pobliżu kopalni wapienia firmy Nordkalk.
Geopark znajduje się ok. 20 km na południe od Tomaszowa Mazowieckiego, na obszarze sykliny tomaszowskiej, na północno-zachodnim obrzeżeniu Gór Świętokrzyskich. W sąsiadującym kamieniołomie wydobywane są skały zaliczane do najwyższego piętra systemu jurajskiego, tzw. tytonu. W 2012 roku odkryto w Owadowie złoże skamieniałości. Odkrycia dokonali Adrian Kin i Błażej Błażejowski. Na stanowisku udokumentowano zespół górnojurajskich skamieniałości organizmów lądowych i morskich, prowadząc badania w latach 2013–2016. Projekty badawcze realizowali naukowcy z Instytutu Paleobiologii im. Romana Kozłowskiego Polskiej Akademii Nauk, przy wsparciu finansowym Narodowego Centrum Nauki. Opisano zmiany zachodzące w późnej jurze na obszarze otwartego morza szelfowego, które powoli przeistaczało się w płytką laguną morską.
Muzeum i geopark otwarto 23 czerwca 2019 roku. Koszt budowy obiektu wyniósł 10,4 mln zł. W muzeum paleontologicznym prezentowane są skamieniałości zwierząt jurajskich oraz ich rekonstrukcje. Przy ścieżce geoedukacyjnej znajdują się tablice poglądowe przygotowane przez naukowców prowadzących badania w Brzezinkach. Tablice rozlokowane są na tarasie widokowym wzdłuż krawędzi kamieniołomu. Lunety umożliwiają obserwacje prowadzonych prac odkrywkowych. Na tarasie znajduje się dużych rozmiarów pomnik ichtiozaura. Sylwetka zwierzęcia jest symbolem sławieńskiego geoparku.